# Anne Marden
Pour les articles homonymes, voir Marden.
Anne Marden, née le 12 juin 1958 à Boston, est une rameuse d'aviron américaine. 

## Carrière
Anne Marden est médaillée d'argent de quatre barré aux Jeux olympiques de 1984 à Los Angeles (avec Lisa Rohde, Joan Lind, Ginny Gilder et Kelly Rickon) et médaillée d'argent de skiff aux Jeux olympiques de 1988 à Séoul. Elle remporte ensuite aux Championnats du monde d'aviron 1985 une médaille de bronze en skiff, puis aux Championnats du monde d'aviron 1987 une médaille de bronze en deux de couple.